# Ectinorus nomisis
Ectinorus nomisis är en loppart som beskrevs av Smit 1987. Ectinorus nomisis ingår i släktet Ectinorus och familjen Rhopalopsyllidae. Inga underarter finns listade i Catalogue of Life.